# Zinnschauer

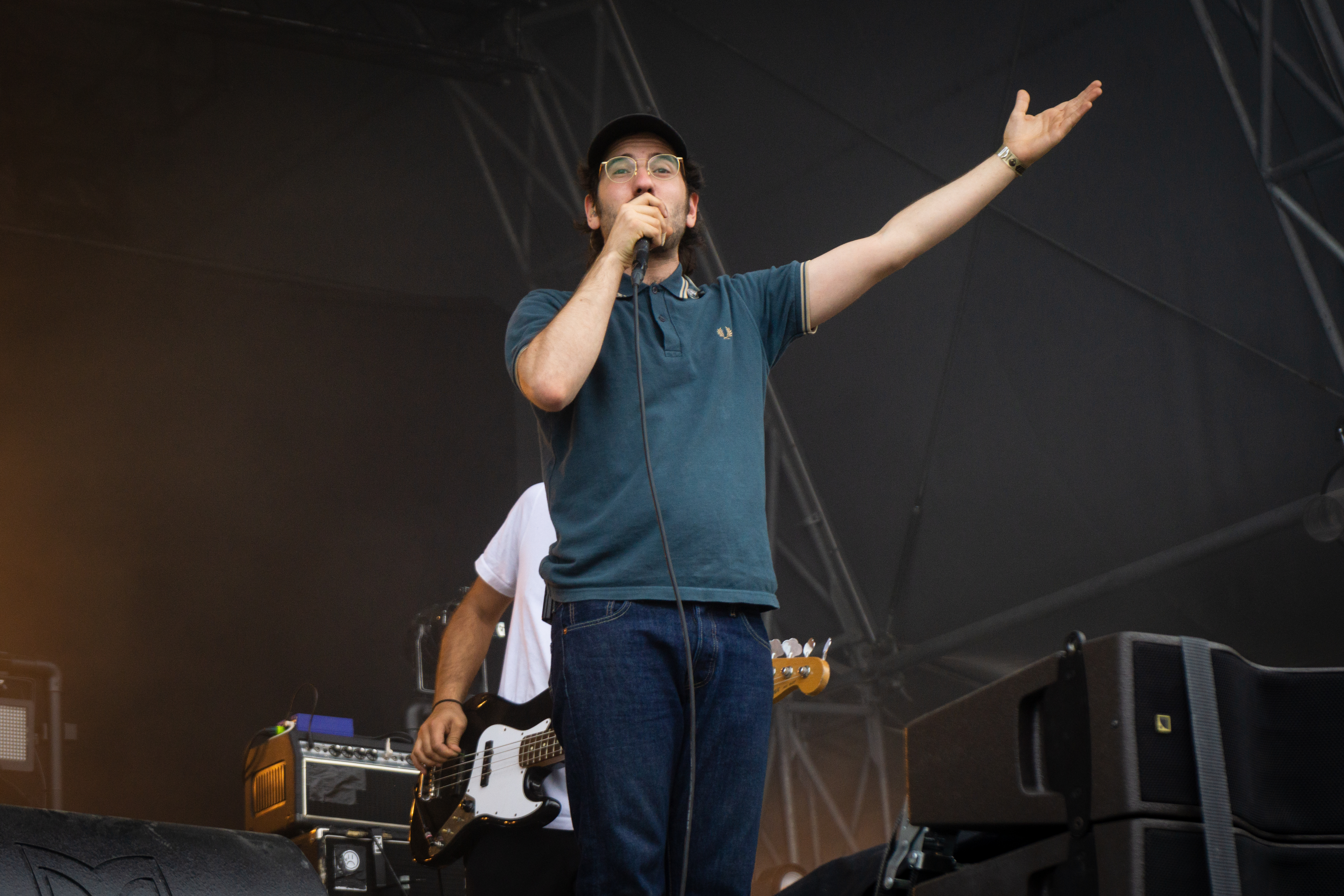
Jakob Amr (2019)

Zinnschauer ist eine deutsche Experimental-Singer-Songwriter-Band aus Hamburg. Die Mitglieder selbst bezeichnen ihren Musikstil als "Märchen-Emo". Bei einigen Shows begleitet Thuy-Vi Nguyen die Gruppe als Violinistin. 

## Geschichte
Gegründet wurde die Band 2012 von Jakob Amr und Sjard Fitter.
Noch im selben Jahr erschien ihre erste EP Kalter Blick, scharfer Zahn, welche sie selbst veröffentlichten. 2013 folgte die Split-EP Ich bin deine wachsenden Arme/Fixum mit der deutschen Hardcore-Band The Hirsch Effekt unter dem Platten-Label Kapitän Platte. 2014 folgte ihr Debütalbum namens Hunger . Stille. Als Jakob Amr 2015 nach Kiel umzog um bei der Band Leoniden mitzuwirken, rutschte Zinnschauer in der Hintergrund. Nach einer sechsjährigen Produktionspause erschien 2020 schließlich ihr zweites Album, Das Zimmer mit dem doppelten Bestand.

## Stil
In ihren Songs finden sich üblicherweise Elemente der akustische Gitarre, Spoken Word, sowie Screamo. Außerdem enthalten einige Lieder songübergreifende Refrains und Anspielungen auf ihre anderen Alben und Lieder.
Die Band selbst bezeichnet sich als "Märchen-Emo-Band". In einem Interview erzählt Amr von der Experimentierfreudigkeit der beiden und dass sie mit jedem Album eine Geschichte erzählen möchten, die sich verbinden lässt.

## Diskografie
| Jahr | Name                                 | Tonträger  | Platten-Label  |
| ---- | ------------------------------------ | ---------- | -------------- |
| 2012 | Kalter Blick, scharfer Zahn          | EP         | -              |
| 2013 | Ich bin deine wachsenden Arme        | Split-EP   | Kapitän Platte |
| 2014 | Hunger . Stille                      | Debütalbum | Kapitän Platte |
| 2020 | Das Zimmer mit dem doppelten Bestand | Album      | Kapitän Platte |